# フルート協奏曲 (尾高尚忠)
フルート協奏曲は、尾高尚忠の最後の作品。1948年に小編成オーケストラ版（作品30a）が作曲、初演された。のち大編成オーケストラ版（作品30b）への改訂が進められたが、1951年の作曲者の死により未完に終わった。演奏時間は約16分。

## 作曲の経緯
1948年に当時フルート奏者として活躍していた森正（後に指揮者として活躍）の依頼を受けて作曲を開始、独奏パートについて森の助言を受けながら、およそ2ヶ月で完成した。この版は同年初演されたが、伴奏は小編成のオーケストラであり、作曲者は大編成オーケストラ伴奏への改訂を計画、1950年の終わり頃から作業に取りかかった。しかし、多忙な指揮活動、健康悪化（酷い頭痛に悩まされていた）のため、思うように作業ははかどらず、1951年2月16日、作曲者は他界した。最終ページの数小節のオーケストレーションは未完に終わったが、弟子にあたる当時19歳の林光が完成し、吉田雅夫を独奏者として作曲者の追悼演奏会で初演された。その後、作曲者の長男である尾高惇忠によるピアノ伴奏版も作られている。

## 初演
小編成オーケストラ版（作品30a）
1948年に森正の独奏、作曲者指揮により初演。
大編成オーケストラ版（作品30b）
1951年3月5日「尾高尚忠追悼演奏会」にて吉田雅夫の独奏、山田和男指揮日本交響楽団により初演。

## 編成
小編成オーケストラ版
独奏フルート、ホルン2、ハープ、弦五部
大編成オーケストラ版
独奏フルート、オーボエ2、クラリネット2、ファゴット2、ホルン3、トロンボーン2、ティンパニ、ハープ、ピアノ、弦五部

## 構成
第1楽章 Allegro con spirito
イ長調。3/4拍子。全合奏の一打の後、フルートに軽妙な主題が現れる。この主題がしばらく展開された後、第2の主題が奏される。この主題も装飾的に展開され、やがて冒頭の主題がオーケストラで再現される。フルートは主に第2の主題を展開し、最後はオーケストラが力強く締める。
第2楽章 Lento
ニ短調。4/4拍子。A-B-C-B-Aのシンメトリックな構造を持つ楽章。瞑想的かつ東洋風な楽想をフルートが奏する。
第3楽章 Molto vivace
イ長調。4/4拍子。フルートが無窮動風の主題を奏し、オーケストラで繰り返される。切迫感を増した後、変拍子の主題がフルートに現れる。無窮動、変拍子の順に再現され、最後に第1楽章冒頭の主題が登場、華やかに終わる。